# Туризм в Уругваї

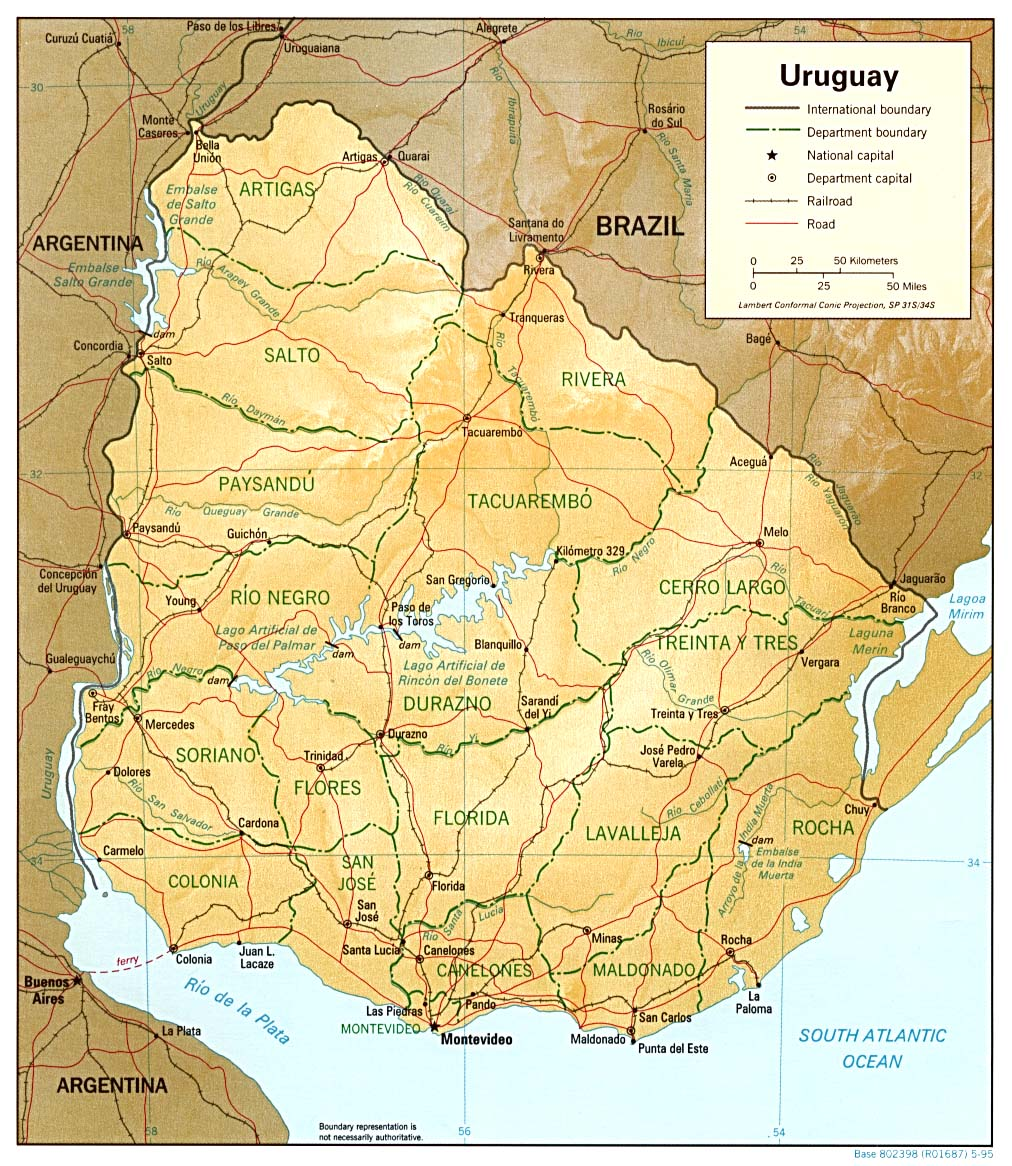
Карта рельєфу Уругваю

Туризм в Уругваї є однією з найважливіших галузей економіки країни.
В Уругваї є різні туристичні напрямки, серед яких Пунта-дель-Есте, Піріаполіс, Монтевідео, Колонія-дель-Сакраменто, Сальто, Лавальєха, Роча, Артигас, Ривера тощо.
2007 року в країну прибули близько 1,8 млн туристів, а їх орієнтовні витрати склали близько 800 млн доларів США, що перевищило показники 2006 року приблизно на третину. Внутрішні витрати, однак, залишались на рівні 60 % туристичної активності країни.
Далі подається короткий зміст показників діяльності в туристичному секторі країни.
| Прибуло іноземних туристів 2007 рік (x1000) | Витрати іноземних туристів 2007 (млн доларів США) | Витрати одного прибулого 2007 рік (стовпець 2) / (стовпець 1) (дол. США) | Туристів на 1000 населення (приблизно) 2007 | Витрати на душу населення 2007 (дол. США) | Доходи як % експорту товарів і послуг2007 рік | Доходи від туризму як % ВВП 2008 рік | % прямого й непрямого працевлаштування в туризмі 2008 рік | Світовий рейтинг (Туристична конкурентоспроможність) 2009 |
| ------------------------------------------- | ------------------------------------------------- | ------------------------------------------------------------------------ | ------------------------------------------- | ----------------------------------------- | --------------------------------------------- | ------------------------------------ | --------------------------------------------------------- | --------------------------------------------------------- |
| 1752                                        | 809                                               | 462                                                                      | 525                                         | 242                                       | 11.9                                          | 3.7                                  | 10,0                                                      | 63                                                        |

## Пунта-дель-Есте

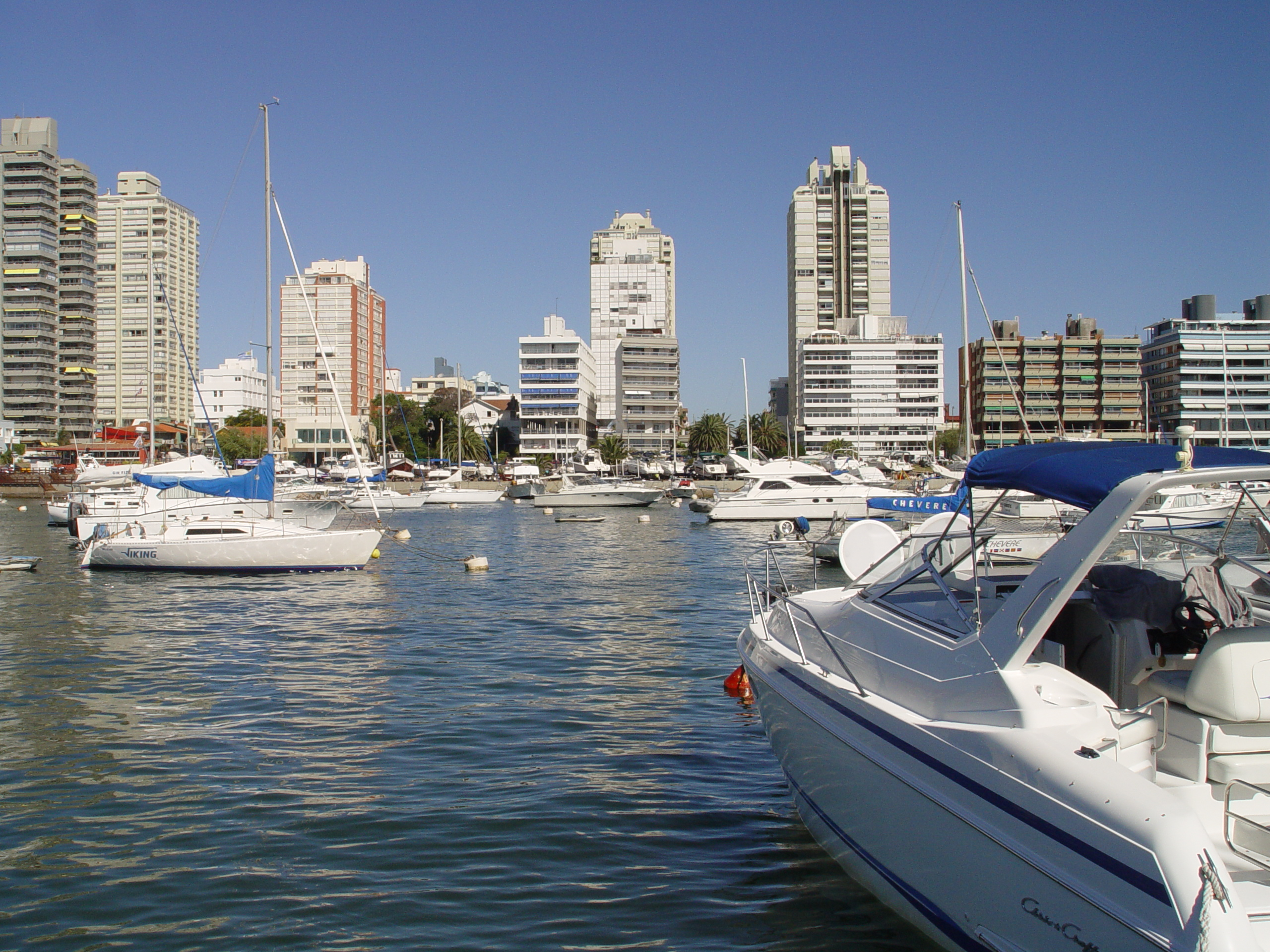
Пунта-дель-Есте, королева уругвайської Рив'єри

Пунта-дель-Есте розташоване на крайньому південному сході країни, на невеликому півострові, що дає йому назву і вважається межею на уругвайському узбережжі між Атлантичним океаном і Ла-Платою . Його пляжі поділяються на Мансу, або покірну (з боку річки) та Браву, або сміливу (з боку океану). Назва цих пляжів обумовлена тим, що перший, біля Ла-Плати, захищений від вітрів та течій з Атлантичного океану, майже завжди має досить спокійні води, тоді як на океанічному пляжі «Брава» хвилі значно бурхливіші. Пунта-дель-Есте практично пов'язане з містом Мальдонадо і поширене на схід, охоплюючи Ла-Барру та Хосе Ігнасіо. Тут є 122 готелі, 80 ресторанів, міжнародний аеропорт та яхт-порт, який вміщує 500 човнів. Близько 8 кілометрів на південний схід від Пунта-дель-Есте знаходиться острів Лобос, повний південноамериканських морських котиків.

## Піріаполіс
Піріаполіс — місто та курорт у департаменті Мальдонадо, розташоване за годину їзди на схід від столиці Монтевідео. У ньому постійно мешкає 7579 жителів, хоча рухоме населення значно чисельніше, особливо в період від грудня до березня. Це було перше місто-курорт у країні, нині затьмарене Пунта-дель-Есте, найбільше і найпопулярніше. Місто приймає багатьох відвідувачів з Аргентини та все більше європейців, хоча внутрішній туризм також дуже важливий.

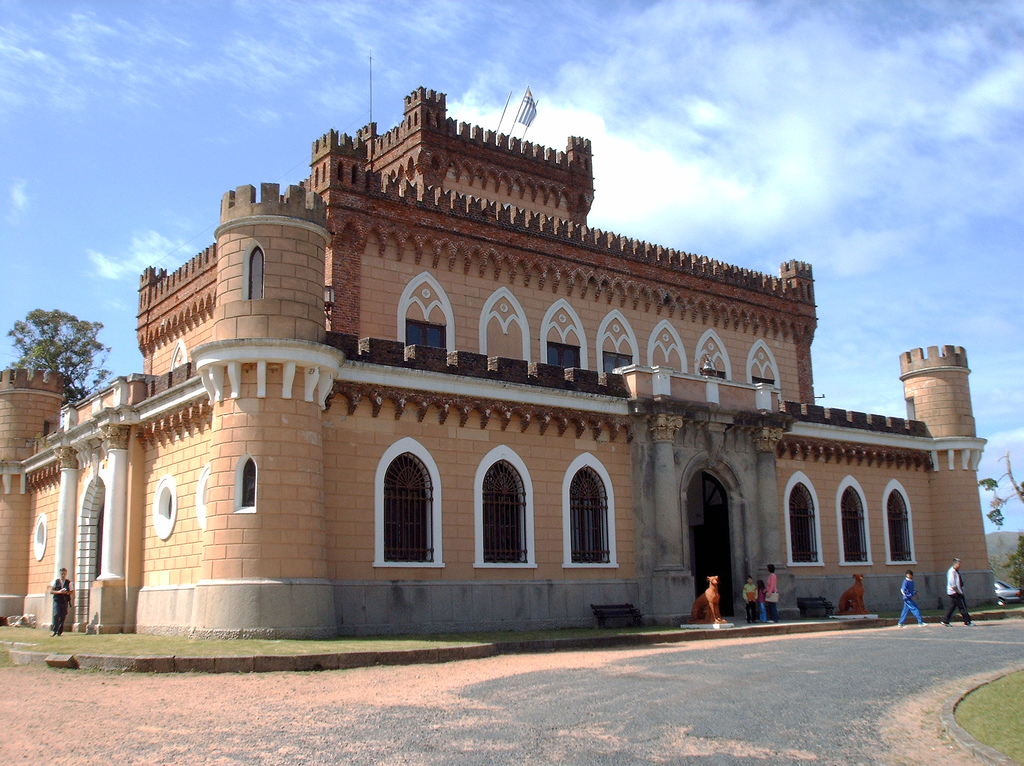
Замок Пірія

Віссю міста є набережна Рамбла-де-лос-Арджентінос, яка отримала свою назву від основних клієнтів засновника міста і готелів Франціско Пірії. Завдяки економіці, орієнтованій на туризм, у місті є готелі та казино, дуже активне нічне життя в літні місяці, а також громадські парки, релігійні центри, точки огляду тощо. У пік сезону до Піріаполіса можна дістатися на поромі з порту Монтевідео та Буенос-Айреса.
Від каплиця Сан-Антоніо, на вершині однойменного пагорба, одного з багатьох по всьому місту, відкривається панорамний огляд, до якого можна дістатися дорогою або крісельним підйомником. Сміливіші мандрівники можуть піднятися на третю найвищу гору в країні, Пан-де-Асукар, поблизу однойменного міста, близько 10 км від курорту.
Поруч з Піріаполісом є скельні утворення біля моря, які називаються Пунта-Фрія, Пунта-Колорада та Пунта-Негра, де цілий рік чудово ловиться риба. Є також білопіщані пляжі, такі як Сан-Франциско та Плайя-Ермоса, розташовані близько від центру курорту.

## Ла-Палома
Ла-Палома — океанський курорт, розташований на мисі Санта-Марія, заснований 1 вересня 1874 року. Розташований на сході в департаменті Роча. Це за 240 км від Монтевідео, приблизно за 90 км від Пунта-дель-Есте та за 160 км від Чуя, міста, що межує з Бразилією. Він відомий своїм спокоєм та прекрасними пляжами, довжина яких становить приблизно 20 км. У ньому постійно мешкає 5300 мешканців, але з прибуттям туристів у літні місяці (січень — лютий — березень) населення зростає до 30000. Курорт завдячує своєю назвою тому, що раніше мису Санта-Марія дуже боялися моряки, і здалеку через значну кількість скель та піни хвиль здається, що він має обриси голуба.
Будинки оформлені в альпійському стилі французького дизайну. Більшість здають в оренду. Ла-Палома має пляжі з різними характеристиками (зі скелями, з хвилями, спокійними водами, глибокими, риболовними). Деякі з них — це Ла-Агуада, Коста Асул, Ла-Балконада, Анаконда і Ель-Кабіто.
Департамент Роча також називають раєм для любителів спостереження за птахами.

## Пунта-дель-Діабло

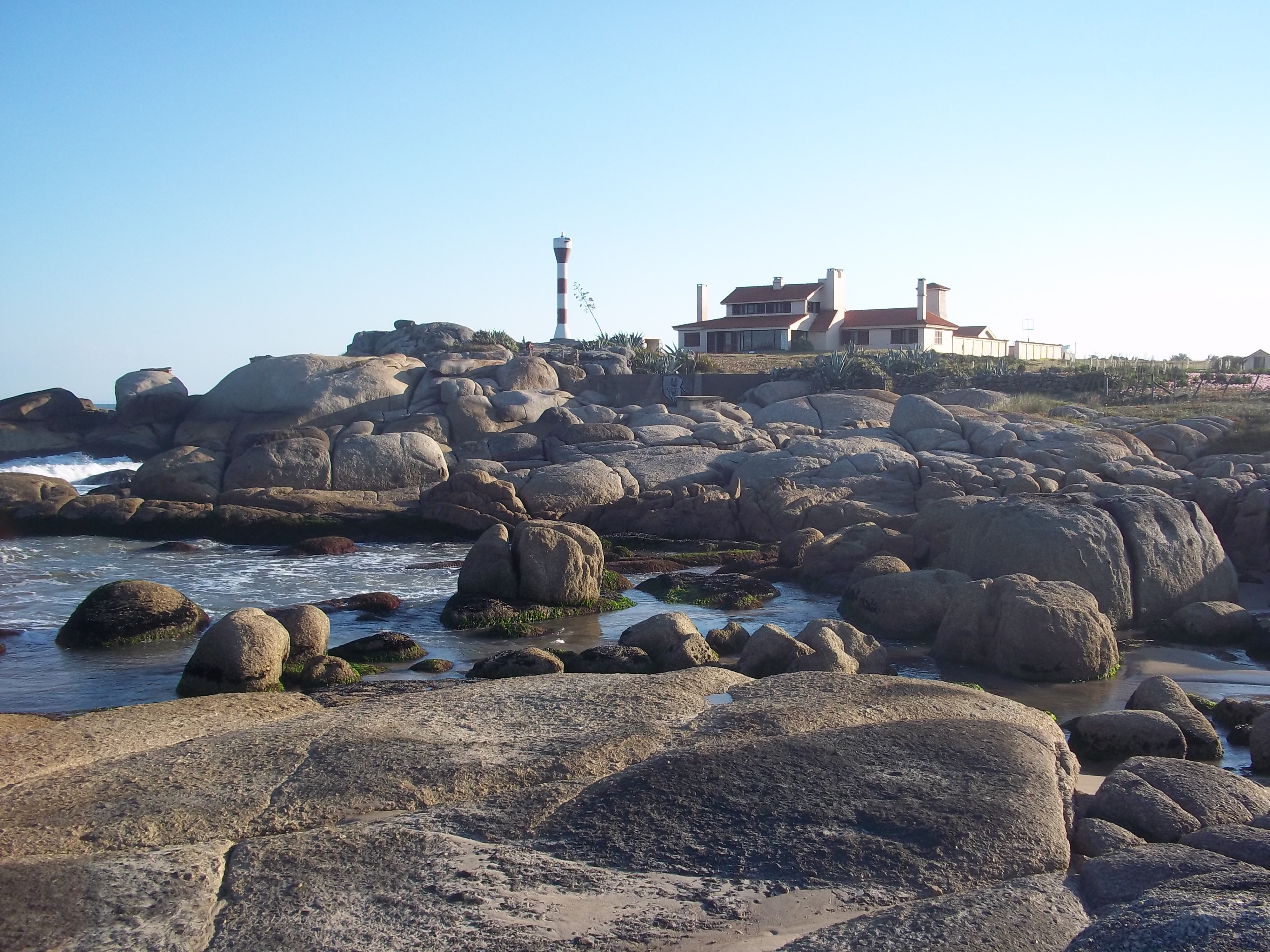
Узбережжя Пунта-дель-Діабло.

Курорт Пунта-дель-Діабло спочатку був невеликим рибальським селищем. Він розташований на узбережжі департаменту Роча за 298 км від Монтевідео.
Його пляжі, обрамлені трьома скелястими мисами, що складають «тризуб», займають близько 10 км берегової лінії.
Його постійне населення становить близько 650 жителів, переважно рибалок та ремісників. Влітку він стає одним з головних уругвайських курортів, що приймає великий наплив аргентинських, бразильських та європейських туристів.

## Ла-Педрера
Ла-Педрера розташована за 230 км від Монтевідео по трасі 10, Хуан Діас де Соліс, трохи на схід від мису Санта-Марія, на вузькому і невеликому півострові Пунта Рубія.
Це невеликий курорт з чудовою інфраструктурою для проживання. Його пляжі підходять як для відпочинку, так і для розваг, пропонуючи такі заходи, як риболовля та багато інших водних видів спорту.

## Барра-дель-Чуй
Завдяки своїй близькості до деяких цікавих районів, таких як фортеця Санта-Тереза та місто Чуй на сході Уругваю, та наявність пам'яток природи, таких як заболочені землі та лагуни, курорт Барра-дель-Чуй є популярним місцем. Розташований за 14 км від міста Чуй, цей великий океанічний курорт має відкриті морські пляжі та величезні піщані дюни на узбережжі.

## Ла-Коронілла
Ла-Коронілла — місце, відоме завдяки своїм великим пляжам з дрібним піском.
Любителі спостережень за морською дикою природою та спортивного рибальства знаходять тут багато цікавого. З майданчиків Серро-Верде можна спостерігати китів, дельфінів і морських черепах.

## Санта-Тереза

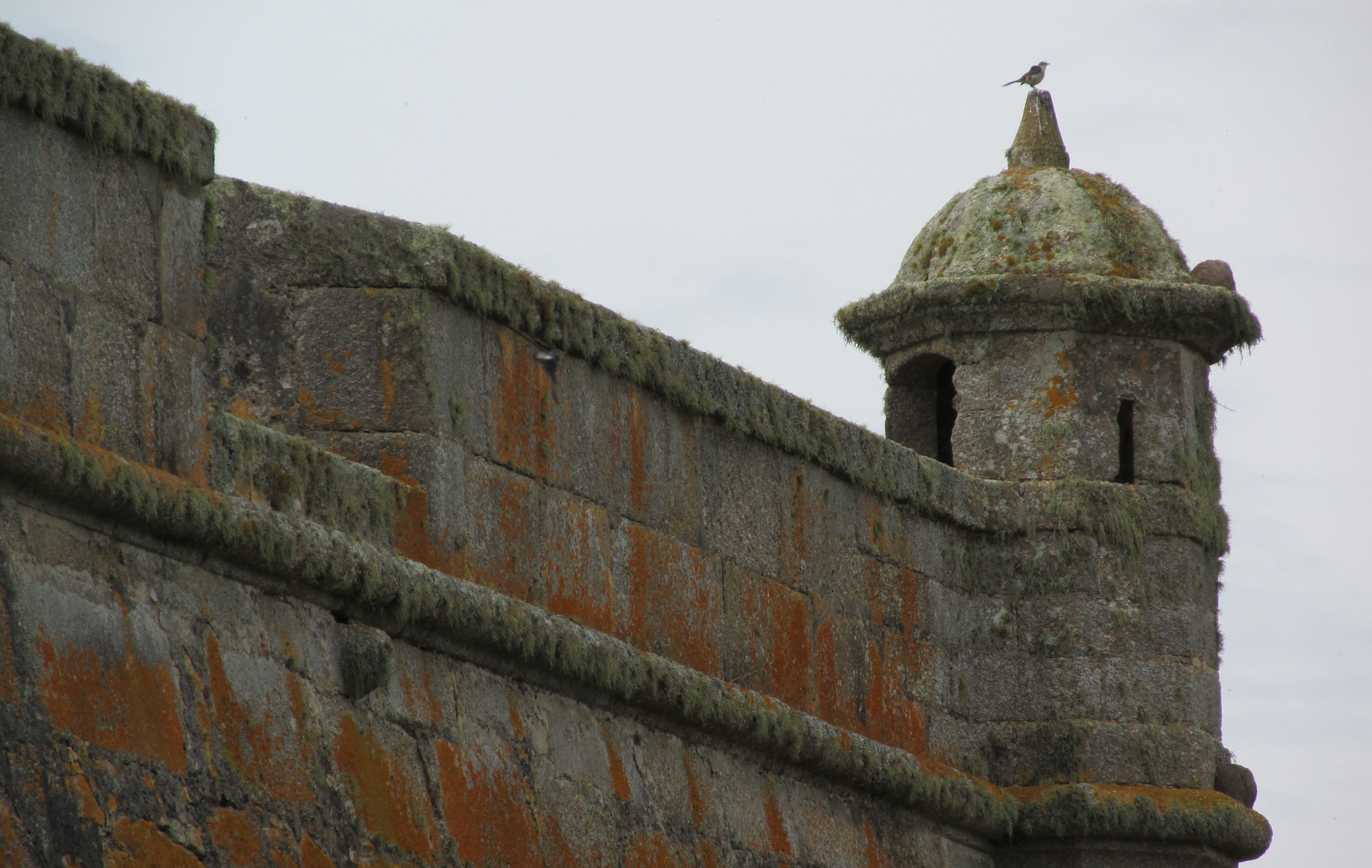
Фортеця Санта-Тереза

Це національний парк, де, окрім літніх місяців, можна займатися серфінгом практично без натовпу. Цей пляж відвідують бразильські туристи.

## Агуас-Дульсес
Агуас-Дульсес розташований на 278 км траси 10, Хуан Діас де Соліс.
Це місто, будівлі якого, попри безперервний натиск штормів, зберігають свій мальовничий характер. Його головна вулиця йде береговою лінією моря.

## Кабо Полоніо
Кабо Полоніо — рибальське селище. Приваблює своєю витривалістю та первісним станом. Попри відсутність електрики, водогону, газу, Кабо Полоніо приваблює туристів, які не відчувають нестачі цих послуг, оскільки цінують здатність відключатися від світу.

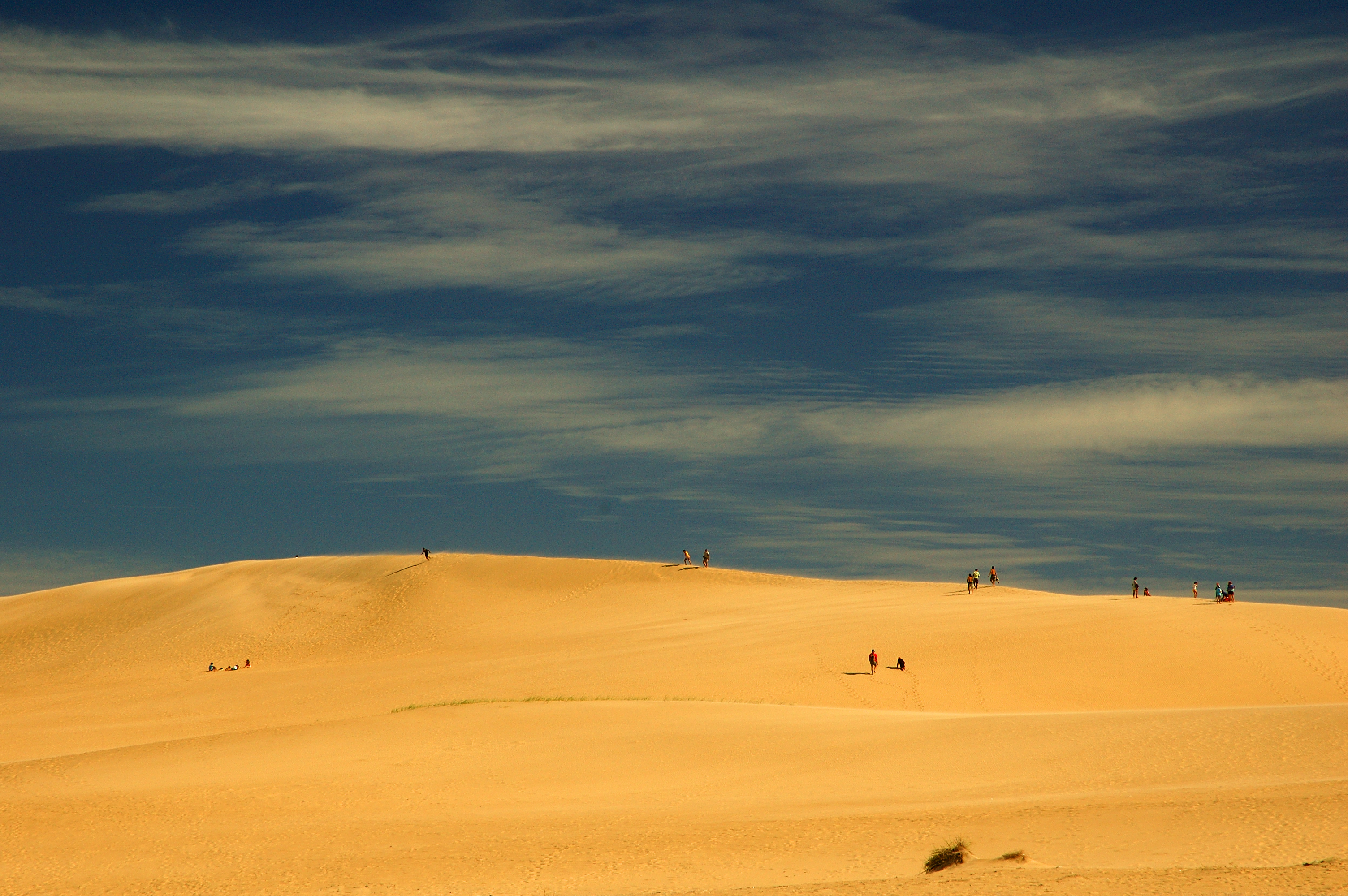
Піщані дюни поблизу Кабо Полоніо.

Спочатку маленьке рибальське селище, Кабо Полоніо дедалі більше нарощує туристичну діяльність. Має невелике стабільне населення і великий потік туристів.

## Монтевідео

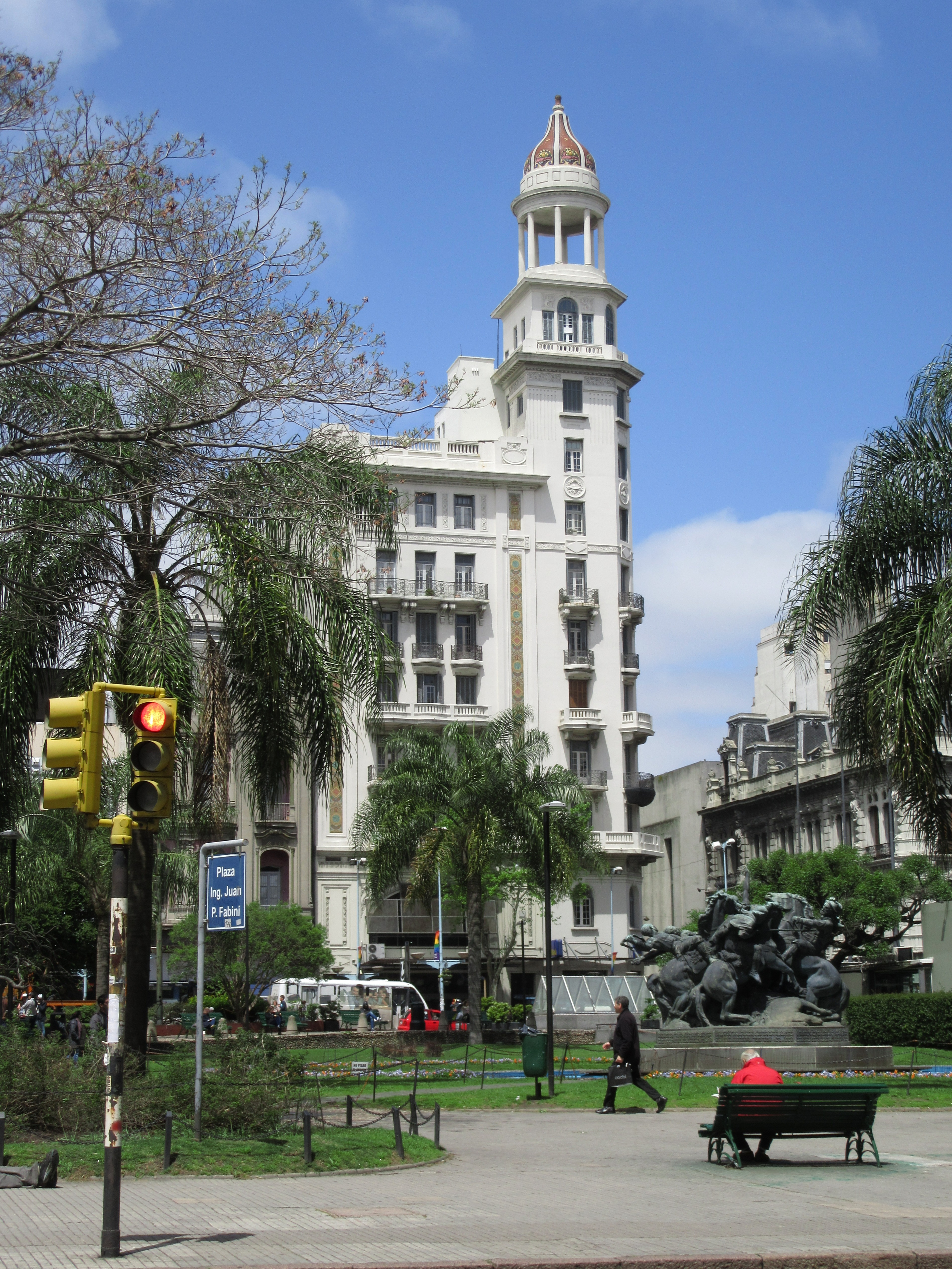
Площа Фабіні в Монтевідео.

Монтевідео — найпівденніша столиця Америки. Тут є різноманітні атракціони, екскурсії та розваги, як у межах міста, так і на периферії: район Парк Родо, з однойменним парком площею 25 га; парк Батле, довжиною в кілька кілометрів, де розташовані стадіон Сентенаріо, на якому відбувся перший в історії Кубок світу, ще два футбольні стадіони та міський велодром, а також бігова доріжка; околиці Прадо з зеленими насадженнями та місцями, які варто відвідати; Серро на узбережжі з парком доктора Карлоса Ваза Феррейри та гольф-клубом Серро; Сантьяго Васкес на західному кордоні з департаментом Сан-Хосе, в якому розташовані парк Лекок і на південь від нього парк Артігас.
Поблизу Еспланади Монтевідео розташована Площа Незалежності. Еспланада (Рамбла) — один з численних районів набережної міста, до якого також входять пляж Рамірес (де розташована штаб-квартира Спільного ринку Меркосур), Посітос тощо. Завершений 2009 року термінал у міжнародному аеропорту Карраско посприяв тому, що Монтевідео стало містом з найвищою якістю життя в Латинській Америці.
Для любителів кінного спорту є Національний іподром Мароньяс, де проходять численні перегони, зокрема Преміо Рамірес, що проводяться кожного 6 січня.
Тут також є музеї: музей Торреса Гарсії, музей Гурвича, Національний музей образотворчих мистецтв та музей Хуана Мануеля Бланеса. На території музею Бланеса можна відвідати японський сад зі ставком, де демонструється більше 100 видів коропів. Монтевідео — це найвідоміше місто танго в Уругваї, яке є батьківщиною багатьох співаків, які виступали на Ла-Платі.
«Покупки» або торгові центри є привабливістю для монтевідейців та туристів, які здійснюють свої візити та покупки всіх видів товарів вітчизняного та імпортного виробництва та ремесел. Кілька ярмарків займає перше місце серед зацікавленості відвідувачів: Трістан Нарвая (неділя), в центральному районі Кордона ; Вілла Біарріц та Ла-Теха (субота та вівторок), Парк Родо (неділя) П'єдрас Бланкас та Бельведер (також по неділях).

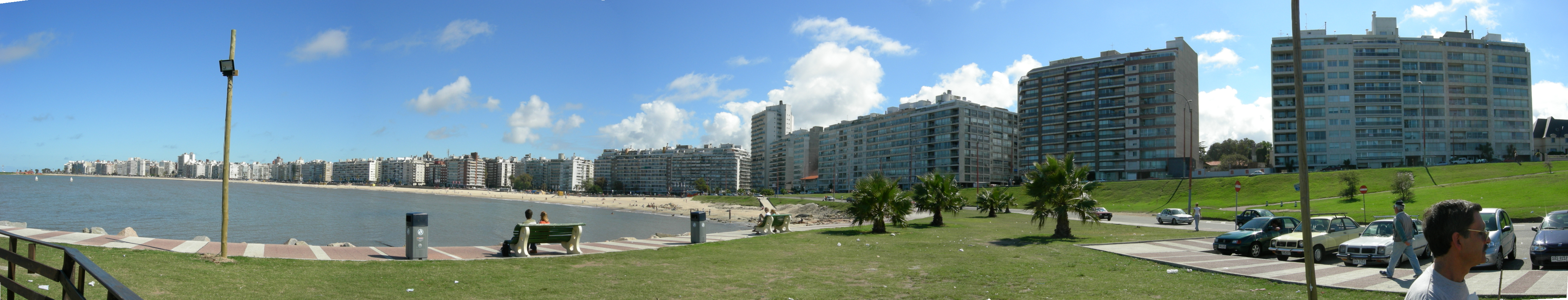
Барріо Почітос, Монтевідео.

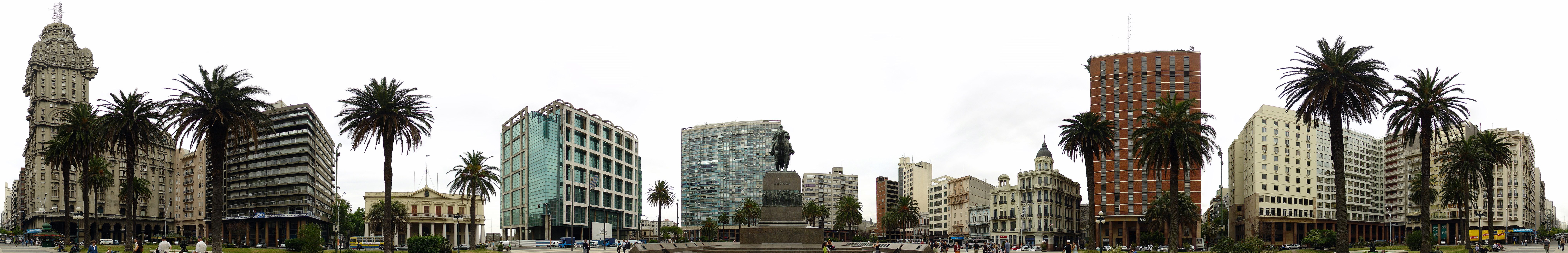
Площа Незалежності.

## Колонія-дель-Сакраменто

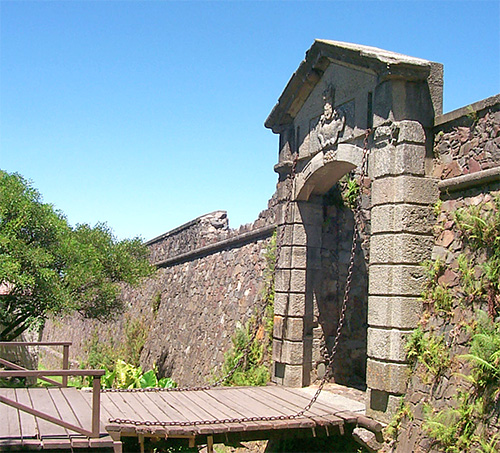
Стіна Колонії-дель-Сакраменто.

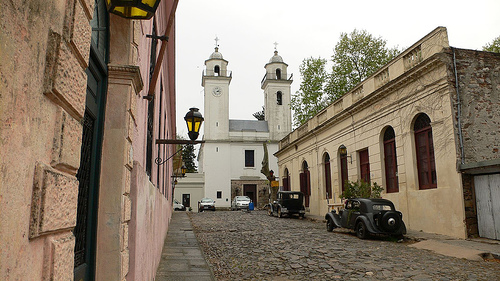
Колонія мало змінилася від того часу, коли вона була португальсько-іспанським форпостом, і тепер вона є об'єктом всесвітньої спадщини

Колонія-дель-Сакраменто, яку місцеві жителі називають Колонія, є столицею Колонії. Розташоване за декілька кілометрів на південний схід від злиття річки Уругвай і Ла-Плати, його історичний район, що демонструє успішне поєднання португальського, іспанського та постколоніального стилів, оголошено світовою спадщиною 1995 року. Через свою близькість до міста Буенос-Айрес має тісний зв'язок з ним. Звідти приїжджають багато мандрівників, а також жителі Буенос-Айреса, які мають тут власність. Був проект об'єднання обох міст за допомогою двонаціонального мосту[джерело?]. Унікальне збереження навколишнього середовища дозволило використовувати його вулиці та екстер'єру для кількох фільмів, таких як «Я не хочу про це говорити» (1993) Марії Луїси Бемберг з Марчелло Мастроянні в головній ролі.
Реаль-де-Сан-Карлос — це область на околиці Колонії, де іспанські війська обложили португальську фортецю в 1761 році. Його назва — данина пам'яті королю Іспанії Карлу III. Тут є невеличка каплиця, присвячена Бенедикту, першому чорношкірому святому католицької церкви. Зараз це житловий район з безліччю «будинків на вихідні» та тихими пляжами Ла-Плати з дрібного піску. У Реаль-де-Сан-Карлосі на початку XX століття за ініціативою аргентинського бізнесмена Ніколаша Михановича було створено туристичний комплекс, сьогодні занедбаний, в якому був готель-казино (який лише побудував «прибудову»), арени для биків, фронтон для пелоти (найбільший у Південній Америці) та власна електростанція.
Іншим туристичним та історичним місцем у Колонії є Калера-де-лас-Уерфанас, розташована безпосередньо перед в'їздом у місто Кармело, з залишками єзуїтської Естанції де Белен.

## Сальто
Сальто розташоване за 500 км від Монтевідео; тут є кілька курортів з гарячими джерелами. Найважливішим є Дайман (за 7 км від міста), де є державний курорт та кілька приватних закладів. За 10 км міста знаходиться готель Horacio Quiroga (5 зірок). Також є термальний аквапарк. За 70 км по трасі 5 розташований комплекс Арапей, який має державний та приватний сектори із готелем (5 зірок). У столиці департаменту є будівлі знаменитого Еладіо Дієсте.

## Пайсанду
На узбережжі Уругваю, вздовж річки Уругвай, Пайсанду — це земля, що зберігає традиції та архітектурну спадщину країни. Відома фестивалями та спортивними заходами, щедра на делікатеси, де поєднуються річкова риболовля, цитрусові аромати та запах чорничних плантацій. Також тут є термальні води, які мають популярність серед туристів.
В департаменті Пайсанду розташовані термальні центри Гуавію, Сан-Ніканор, Альмірон.

## Артигас

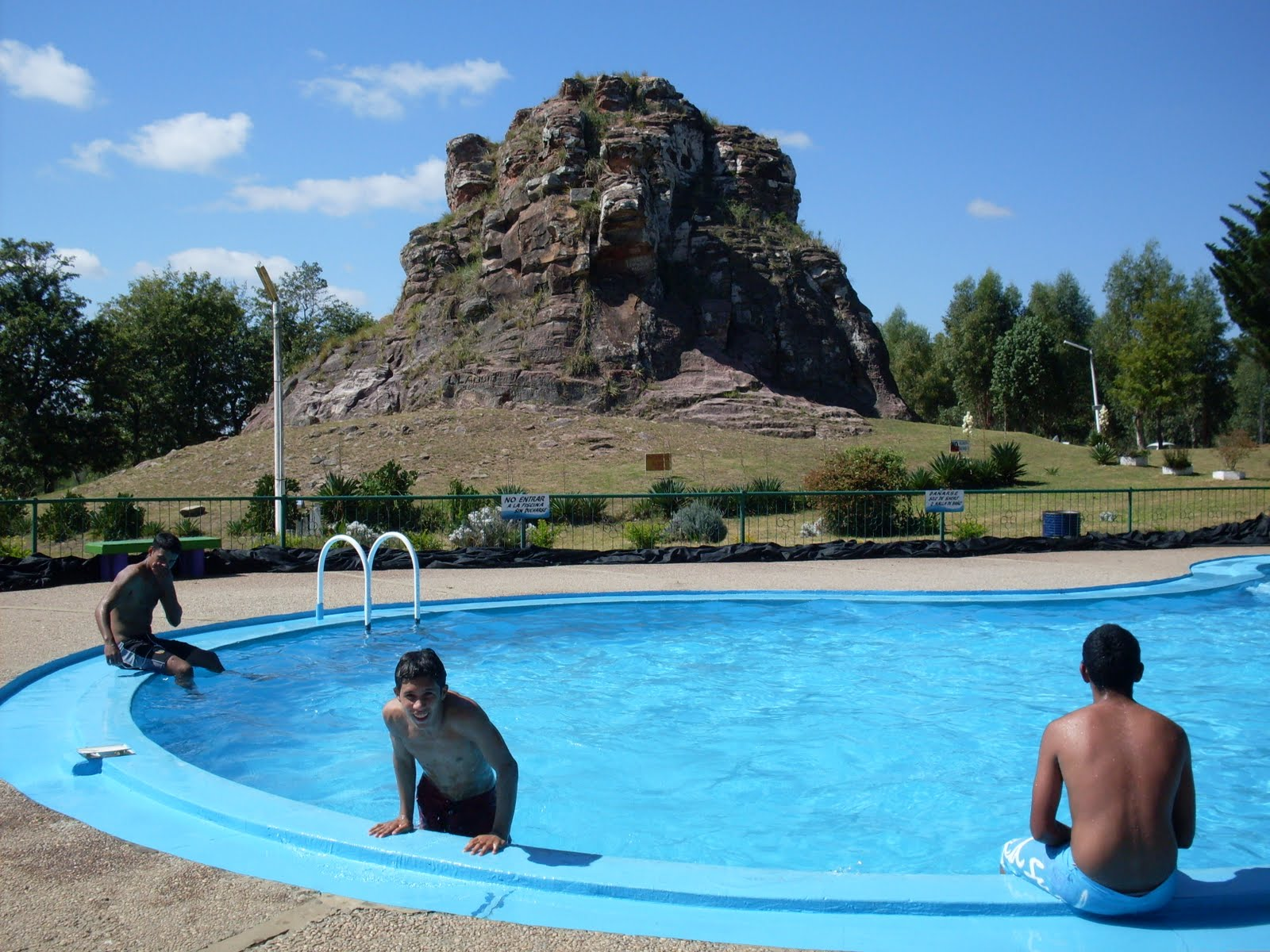
П’єдра Пінтада

Департамент Артигас має кілька туристичних пам'яток, серед яких: П'єдра Пінтада (Фарбована скеля) з басейнами, кемпінгом і заповідником фауни за 18 км від столиці; парк на річці Куарейм під назвою Paseo 7 de Setiembre, де розташований стадіон Матіаса Гонсалеса. Поблизу Белья Уніон розміщені: Ла-Барра, Генеральний парк Рівера та курорт Лос Пінос на річці Уругвай.
Опорою туристичної привабливості департаменту є карнавал Артигасу, який вирізняється завдяки зв'язку з бразильською самбою, передаючи її ритм, колір і веселощі. Щорічно його відвідують від 20 до 30 тисяч людей.
Ще однією точкою майбутньої туристичної привабливості є її гарячі джерела, які донині не використовувались комерційно, але мають великий потенціал завдяки потрійному кордону: Уругвай-Бразилія-Аргентина.

## Лавальєха
Лавальєха — один із департаментів країни, визнаний центром гірського туризму Уругваю. Ландшафт простягається вздовж Кучилья Гранде та її гілок, оточених річками, струмками та водоспадами.
Визначною туристичною пам'яткою департаменту є Вілья Серрана, відома як «Ла Вілья», зразок міського планування архітектора Хуліо Віламайо. Там можна відвідати Месон-де-лас-Каньяс, Венторілло-де-ла-Буена-Віста, дамбу Стюарт-Варгас.
Тут також розташовані Салус-Парк, великий водоспад Пенітенте, парк відпочинку UTE-ANTEL, озеро і пагорб де-лос Куервос, кемпінг та дамба Агуас Бланкас, красиві буддистські храми, золота копальня, пагорб Арекіта з великими печерами, пагорб і заповідник Вердун, туристичні садиби (Ла Калагуала, Ла Форталеза, Агіла Бланка, Ла Саламора тощо), давній замок Батле, долина Хіло-де-ла-Віда та багато інших привабливих місць.
Важливим туристичним об'єктом Лавальєхи є її адміністративний центр Мінас. У межах міста розташований театр Лавальєха з великим залом і музеєм мультфільму (єдиним у Південній Америці), парк Родо, парк і гребля OSE, парк Зоррілья, парк Фабіні, рамбла Естер Море, Плаза Лібертад, Будинок культури, де зберігається батьківщина Хуана Антоніо Лавальєхи, а також багато музеїв, парк та пагорб Артигас з найбільшою в світі кінною статуєю на честь Хосе Гервазіо Артигаса, собор Непорочного Зачаття; та інші пам'ятки.

## Дурасно

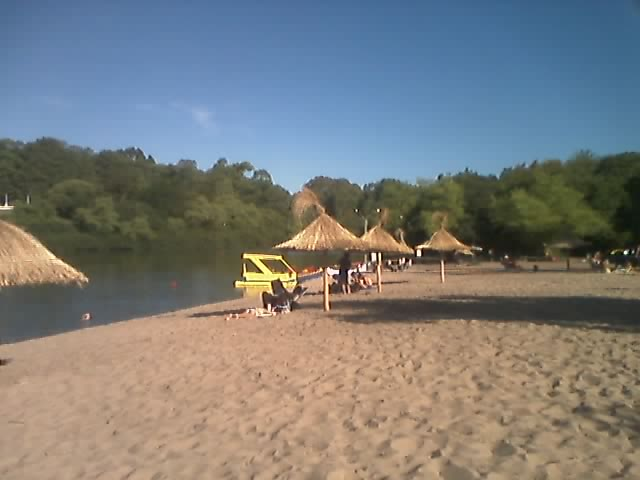
Пляж Ель-Саузал

Департамент розташований у центрі країни, межує з департаментами Флорес, Флорида, Ріо-Негро, Такуарембо, Серро-Ларго та Трейнта-і-Трес.
Туризм у департаменті охоплює різноманітні напрямки: масштабні культурні мистецькі заходи (такі як Pilsen Rock, Фестиваль фольклору, Ламадас, Movida tropical тощо), кемпінги та пляжі на річці Ї, готельний туризм та туризм стосовно історичних, архітектурних чи інших пам'яток.
Згаданий кемпінг називається «33 Orientales», він розташований на пляжі Ель-Саузал на березі річки І і має густий рідний ліс.
З історичної спадщини пропонуються печерні малюнки поруч із річками Маестре Кампо і Чаманга та каплиця Фарруко, одна з найстаріших колоніальних будівель Уругваю.

## Такуарембо
На півночі країни розташований найбільший департамент Уругваю. У ньому виділяються курорт Іпора та Вальє Еден, що неподалік від міста Такуарембо, та Сан-Грегоріо-де-Поланко з його фресками роботи найвідоміших уругвайських художників та піщаним пляжем на березі штучного озера Рінкон-дель-Бонете. Вальє Еден приваблює тих, хто розшукує батьківщину Карлоса Гарделя.

## Ривера
Ривера міститься на півночі Уругваю, це департамент, який переживає великий комерційний бум, його основним джерелом туризму є торговий туризм, заснований на магазинах безмитної торгівлі. Нині[коли?] в місті працює близько 70 магазинів безмитної торгівлі, а 2012 року відкрито торговий центр Siñeriz Shopping.
У департаменті представлено також екотуризм, зокрема в нещодавно оголошеному заповідною зоною Лунарехо.

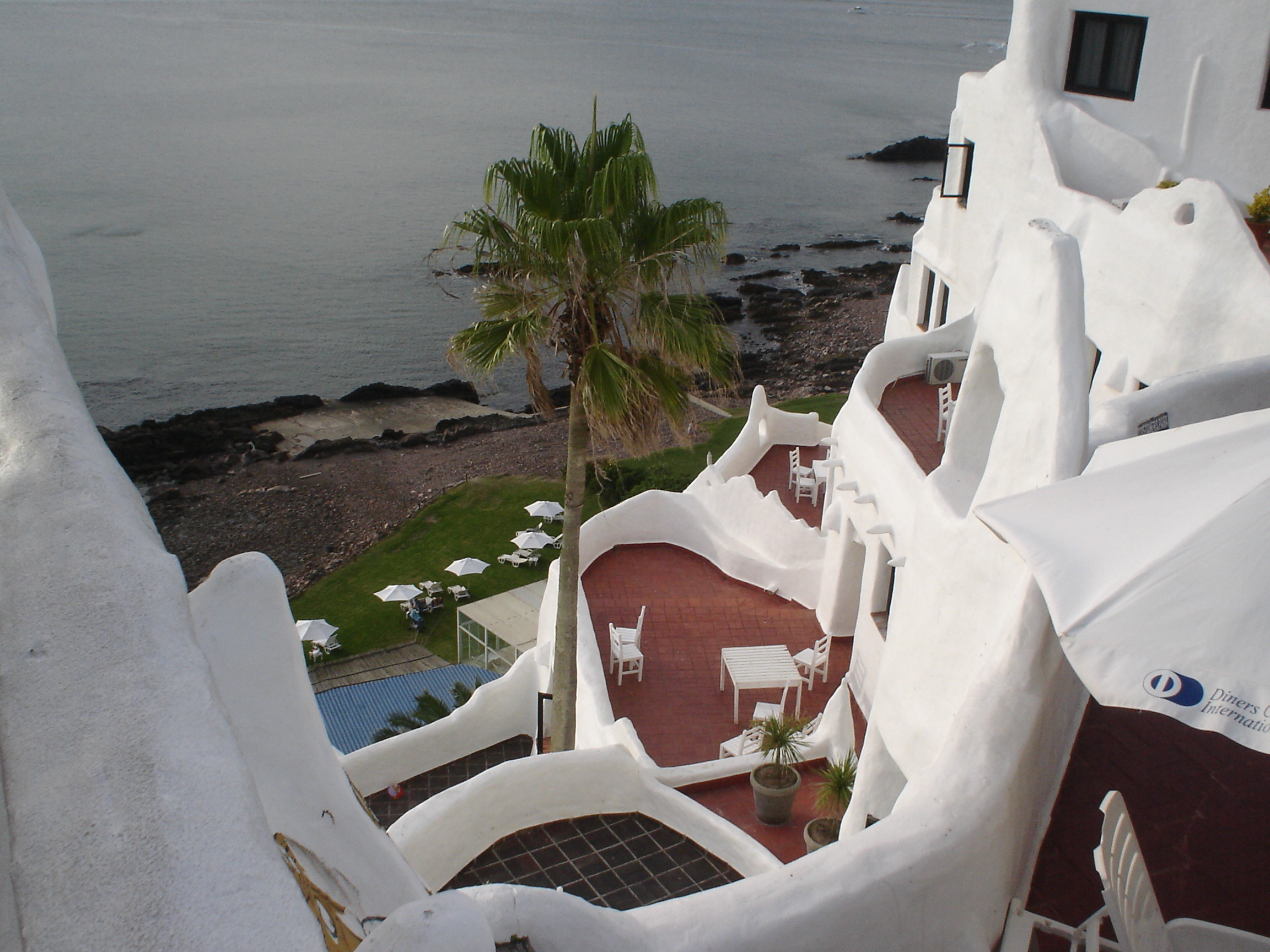
Касапуебло Карлос Паес Віларо

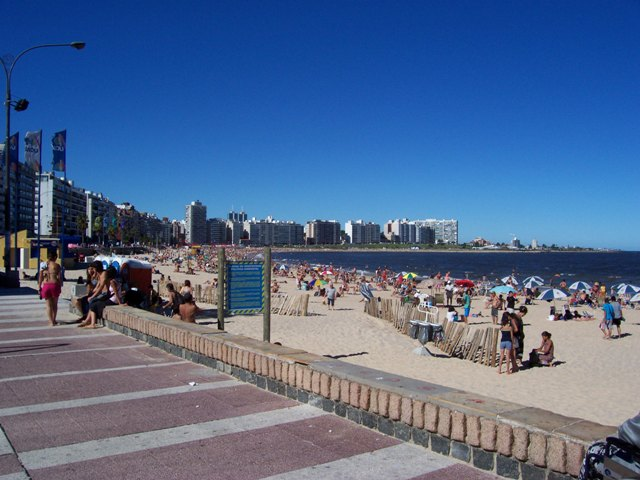
Почітос, Монтевідео

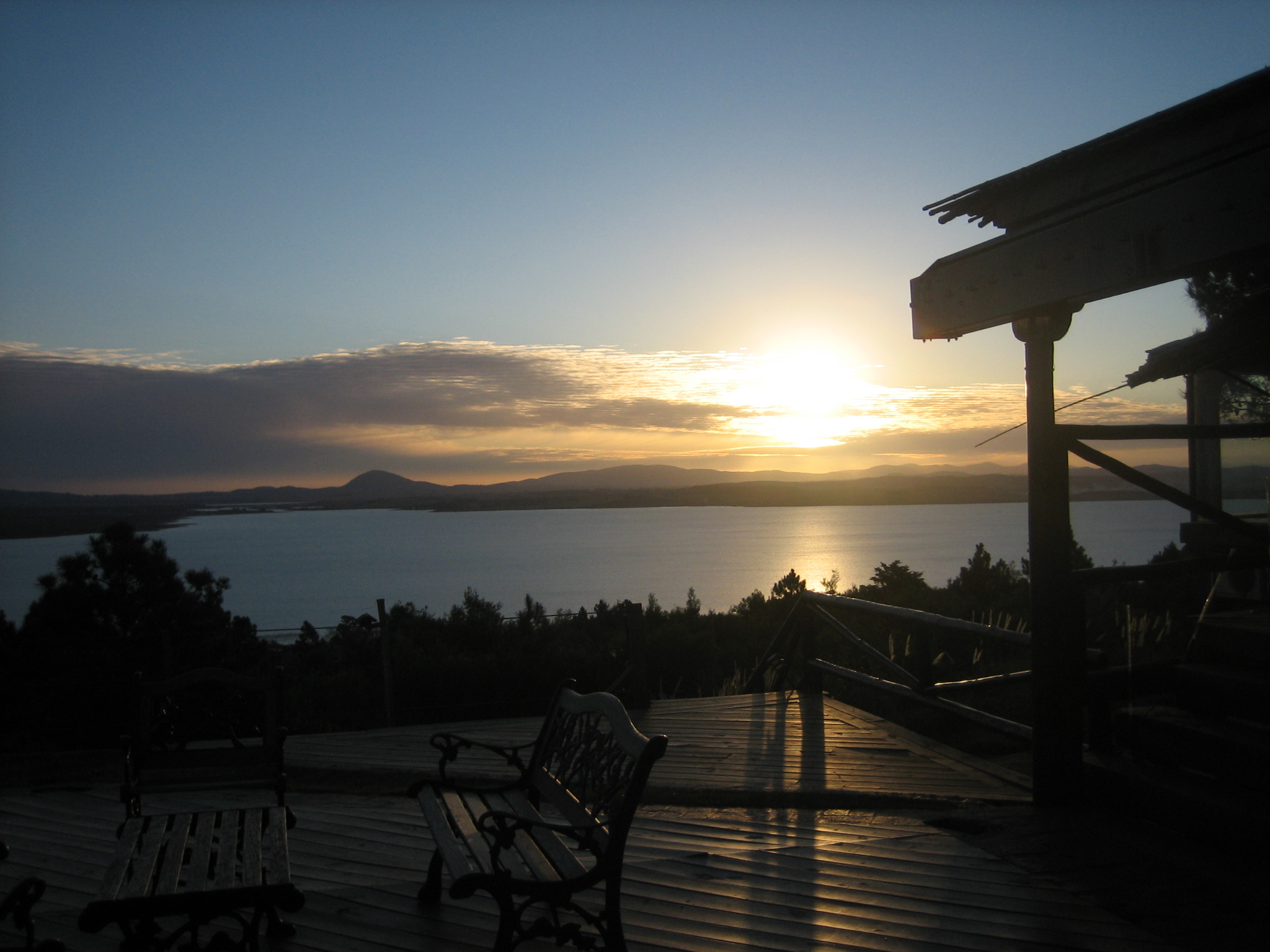
Лагуна дель Соус

## Етичний туристичний напрямок
Уругвай включено до списків «10 найкращих етичних напрямків країн, що розвиваються» 2011 та 2012 років. Це щорічний рейтинг, укладений журналом Ethical Traveler, і заснований на дослідженні країн, що розвиваються, з усього світу, щоб визначити найкращі туристичні напрямки серед них. Порівняння враховує такі категорії, як охорона навколишнього середовища, соціальний добробут та права людини.

## Пенсія в Уругваї
Преса, наприклад, Huffington Post, рекомендує Уругвай людям, які бажають спокійно жити після виходу на пенсію за розумні гроші.

## Цікаві факти
- Під час християнського Страстного тижня в Уругваї святкують тиждень туризму.